# Championnat de Hong Kong de football 2004-2005
Navigation
Saison précédente Saison suivante
La saison 2004-2005 du Championnat de Hong Kong de football est la soixantième édition de la première division à Hong Kong, la First Division League. Elle regroupe, sous forme d'une poule unique, les neuf meilleures équipes du pays qui se rencontrent deux fois, à domicile et à l'extérieur. En fin de saison, les deux derniers du classement sont relégués et remplacés par les deux meilleurs clubs de Second Division League, la deuxième division hongkongaise.
C'est le club de Sun Hei, tenant du titre, qui remporte à nouveau le championnat cette saison après avoir terminé en tête du classement final, avec deux points d'avance sur Happy Valley AA et sept sur Kitchee SC. C'est le troisième titre de champion de Hong Kong de l'histoire du club, qui réalise même le doublé en s'imposant en finale de la Coupe de Hong Kong face à Happy Valley.

## Clubs participants
- South China AA
- Xiangxue Pharmaceutical FC
- Fukien FC
- Happy Valley AA
- Sunray Cave FC
- Citizen AA - Promu de D2
- Kitchee SC
- Sun Hei
- Buler Rangers

## Compétition
Le barème de points servant à établir les classements se décompose ainsi :
- Victoire : 3 points
- Match nul : 1 point
- Défaite : 0 point

### Classement
| Rang | Équipe                     | Pts | J  | G  | N | P  | Bp | Bc | Diff |
| ---- | -------------------------- | --- | -- | -- | - | -- | -- | -- | ---- |
| 1    | Sun Hei'T'C                | 34  | 16 | 10 | 4 | 2  | 28 | 12 | +16  |
| 2    | Happy Valley AA            | 32  | 16 | 9  | 5 | 2  | 45 | 24 | +21  |
| 3    | Kitchee SC                 | 27  | 16 | 7  | 6 | 3  | 29 | 21 | +8   |
| 4    | Buler Rangers              | 26  | 16 | 7  | 5 | 4  | 29 | 22 | +7   |
| 5    | Citizen AAP                | 22  | 16 | 6  | 4 | 6  | 29 | 28 | +1   |
| 6    | South China AA             | 16  | 16 | 4  | 4 | 8  | 21 | 33 | -12  |
| 7    | Sunray Cave FC             | 15  | 16 | 4  | 3 | 9  | 18 | 21 | -3   |
| 8    | Fukien FC                  | 13  | 16 | 2  | 7 | 7  | 13 | 24 | -11  |
| 9    | Xiangxue Pharmaceutical FC | 11  | 16 | 3  | 2 | 11 | 12 | 39 | -27  |

|  | Qualification pour la Coupe de l'AFC 2006                                                 |
|  | Relégation directe en deuxième division                                                   |
|  | Retrait du championnat en fin de saison                                                   |
|  | T : Tenant du titre C : Vainqueur de la Coupe de Hong Kong P : Promu de deuxième division |

## Bilan de la saison
| Championnat de Hong Kong de football 2004-2005 |                                      |
| Champion                                       | Sun Hei (3e titre)                   |
| Coupes et trophées                             |                                      |
| Vainqueur de la Coupe de Hong Kong 2004-2005   | Sun Hei                              |
| Qualifications continentales                   |                                      |
| Coupe de l'AFC 2006                            | Sun Hei                              |
| Coupe de l'AFC 2006                            | Happy Valley AA                      |
| Promotions et relégations                      |                                      |
| Promus en First Division League                | Aucun                                |
| Relégués en Second Division League             | Fukien FC                            |
| Relégués en Second Division League             | Sunray Cave FC (retrait)             |
| Relégués en Second Division League             | Xiangxue Pharmaceutical FC (retrait) |